# 476.
◄ | 4. stoljeće | 5. stoljeće | 6. stoljeće | ►
◄ | 440-ih | 450-ih | 460-ih | 470-ih | 480-ih | 490-ih | 500-ih | ►
◄◄ | ◄ | 473. | 474. | 475. | 476. | 477. | 478. | 479. | ► | ►►
Astronomija • Književnost • Kršćanstvo • Pravo • Promet

## Događaji
- 4. rujna, germanski vojskovođa Odoakar svrgava s vlasti posljednjeg cara Zapadnorimskog carstva Romula Augustula. Kraj Rimskog imperija, razdoblja Antike i Starog vijeka. Započinje mrak Srednjeg vijeka.

## Rođenja
- Aryabhata, indijski matematičar i astronom († 550.)

## Vanjske poveznice
|  | Zajednički poslužitelj ima još gradiva o temi 476. |